# Just the Two of Us (Porter Wagoner e Dolly Parton)
Just the Two of Us è il secondo album in studio collaborativo dei cantanti statunitensi Porter Wagoner e Dolly Parton, pubblicato nel 1968.

## Tracce
Side 1
1. Closer by the Hour – 2:15 (Al Gore)
2. I Washed My Face in the Morning Dew – 2:45 (Tom T. Hall)
3. Jeannie's Afraid of the Dark – 2:44 (Dolly Parton)
4. Holding on to Nothin' – 2:26 (Jerry Chesnut)
5. Slip Away Today – 2:37 (Curly Putman)
6. The Dark End of the Street – 2:15 (Dan Penn, Chips Moman)

Side 2
1. Just the Two of Us – 2:36 (Chesnut)
2. Afraid to Love Again – 1:53 (Chesnut, Theresa Beaty)
3. We'll Get Ahead Someday – 1:55 (Mack Magaha)
4. Somewhere Between – 2:13 (Merle Haggard)
5. The Party – 2:54 (Parton)
6. I Can – 2:06 (Parton)